# أنس الكندري
أنس أحمد إبراهيم الكندري (1981 - 8 أكتوبر 2002)، مقاتل كويتي. توفي في اشتباك ناري على جزيرة فيلكا مع قوات مشاة البحرية الأمريكية في 8 أكتوبر 2002. كما قُتل في الحادث جندي من مشاة البحرية الأميركية، بالإضافة إلى زميل الكندري المقاتل جاسم الهاجري.

## حياة مهنية
نشأ الكندري في سلوى بالكويت. يذكر ستيوارت بيل، مؤلف كتاب "قسم الشهيد"، أن والده استثمر في سوق المناخ، الذي وصفه بيل بأنه "بورصة الكويت غير الرسمية". كان والد أنس الكندري يجمع الملايين، حتى انفجرت فقاعة الأسهم وأعلن إفلاسه.
ويقال إن الكندري أمضى 18 شهرًا في أفغانستان. ويقال إنه عاد إلى الكويت قبل أيام قليلة من هجمات تنظيم القاعدة على الولايات المتحدة في 11 سبتمبر.
يشتبه أن الكندري من عناصر تنظيم القاعدة خاصة وأن ثلاثة من أفراد عائلته ضمن معتقلي غوانتانامو.
ويقال إن الكندري كان صائماً قبل الهجوم – الذي نجم عن البث الأخير للقتلى والجرحى في إحدى مدن قطاع غزة التي تعرضت للقصف الإسرائيلي.
أفاد بيل أن محمد منصور جبارة، وهو مصدر مهم في عمليات تنظيم القاعدة، توقف عن التعاون مع المحققين عندما علم بمقتل صديقه المقرب أنس الكندري. ويذكر بيل إلى أن جبارة سافر إلى أفغانستان مع أنس الكندري في عام 2000.

## الدفن
دفن الكندي في مقبرة دون الصلاة عليه أو غسله باعتباره شهيدًا. وخطب خطباء المساجد يوم تشييع جنازته «لا صلح بيننا وبين الأمريكيين».